# ウェイン・ファリス
ウェイン・ファリス（Roy Wayne Farris、1953年1月25日 - ）は、アメリカ合衆国のプロレスラー。テネシー州メンフィス出身。ジャンプスーツにリーゼントという、後期エルヴィス・プレスリーのビジュアル・イメージを真似たショーマン派のヒール、ホンキー・トンク・マン（The Honky Tonk Man）としての活躍で知られる。
WWEのカラー・コメンテーターであるジェリー "ザ・キング" ローラーとは従兄弟の関係にある。

## 来歴

### ウェイン・ファリス
1970年代後半、地元のテネシー地区にて本名のウェイン・ファリス名義でデビュー。当時は長髪のブロンド・ヘアーで、往年の名タッグチームであるリップ・ホーク&スウェード・ハンセンやレイ・スティーブンス&パット・パターソンにあやかり、ラリー・レイザムをパートナーにブロンド・ボンバーズ（The Blond Bombers）を結成。1979年6月15日、ジェリー・ローラーとビル・ダンディーの人気チームを破り、AWA南部タッグ王座を獲得した。
1980年6月にレイザムとのコンビで国際プロレスへの来日が発表されるが実現せず、チームを解散してプエルトリコのWWCに転戦。プエルトリコではダニー・コンドリー（Danny Condrey）と名乗り、10月11日にダッチ・マンテルと組んでカルロス・コロン&ホセ・リベラからWWC北米タッグ王座を奪取。12月20日にはチーフ・ジェイ・ストロンボーを破りカリビアン・ヘビー級王座を獲得している。
翌1981年3月、全日本プロレスの第9回チャンピオン・カーニバルにて初来日を果たす。アブドーラ・ザ・ブッチャーやブルーザー・ブロディが参加したリーグ戦においてはキャリア不足もあって最下位の白星配給係に甘んじ、ブロディに秒殺された試合は語り草ともなったが、元NWA世界ヘビー級王者ジャック・ブリスコを相手に30分戦い抜き、時間切れ引き分けに持ち込むなど健闘もしている。ブリスコはこの試合の失点が響き、決勝進出を果たせなかった。
1982年はアラバマのサウスイースタン・チャンピオンシップ・レスリングを活動拠点に、9月11日にオースチン・アイドルを破ってNWAアラバマ・ヘビー級王座を獲得。12月にはロバート・ギブソンからUSジュニアヘビー級王座を奪取したが、体重制限オーバーのため剥奪されている。同地区ではロン・スターやランディ・ローズと共闘し、ボブ、スコット、ブラッドのアームストロング・ファミリーと抗争した。
1983年よりカナダ・カルガリーのスタンピード・レスリングに主戦場を移して、地元メンフィスの英雄エルヴィス・プレスリーの偽物、ホンキー・トンク・ウェイン（Honky Tonk Wayne）に変身。デビッド・シュルツとのメンフィス・マフィア（Memphis Mafia）などで悪名を売り、ダイナマイト・キッド、デイビーボーイ・スミス、ブレット・ハート、レオ・バークらと抗争を繰り広げ、カルガリーハリケーンズのスーパー・ストロング・マシーンや高野俊二とも対戦した。1986年6月20日にはバッドニュース・アレンからフラッグシップ・タイトルの北米ヘビー級王座を奪取している。

### ホンキー・トンク・マン
そのユニークなキャラクターとマイクパフォーマンスのスキルをビンス・マクマホンに買われ、北米ヘビー級王座戴冠中の1986年下期にWWFと契約。リングネームをホンキー・トンク・マン（The Honky Tonk Man）に改め、テネシー時代の盟友であるジミー・ハートをマネージャーにヒール人気を高める。1987年6月2日、リッキー・スティムボートを破りWWFインターコンチネンタル・ヘビー級王座を獲得。以降、翌1988年8月29日のサマースラムでアルティメット・ウォリアーに秒殺されてタイトルを失うまで、454日に渡って同王座を保持し続けた。この在位記録は、2023年にグンターに抜かれるまで破られることはなかった。王者時代はジェイク・ロバーツ、ランディ・サベージ、ブルータス・ビーフケーキ、ジム・ドゥガン、さらにはハルク・ホーガンやブルーノ・サンマルチノをチャレンジャーに迎えて防衛戦を行ったこともある。

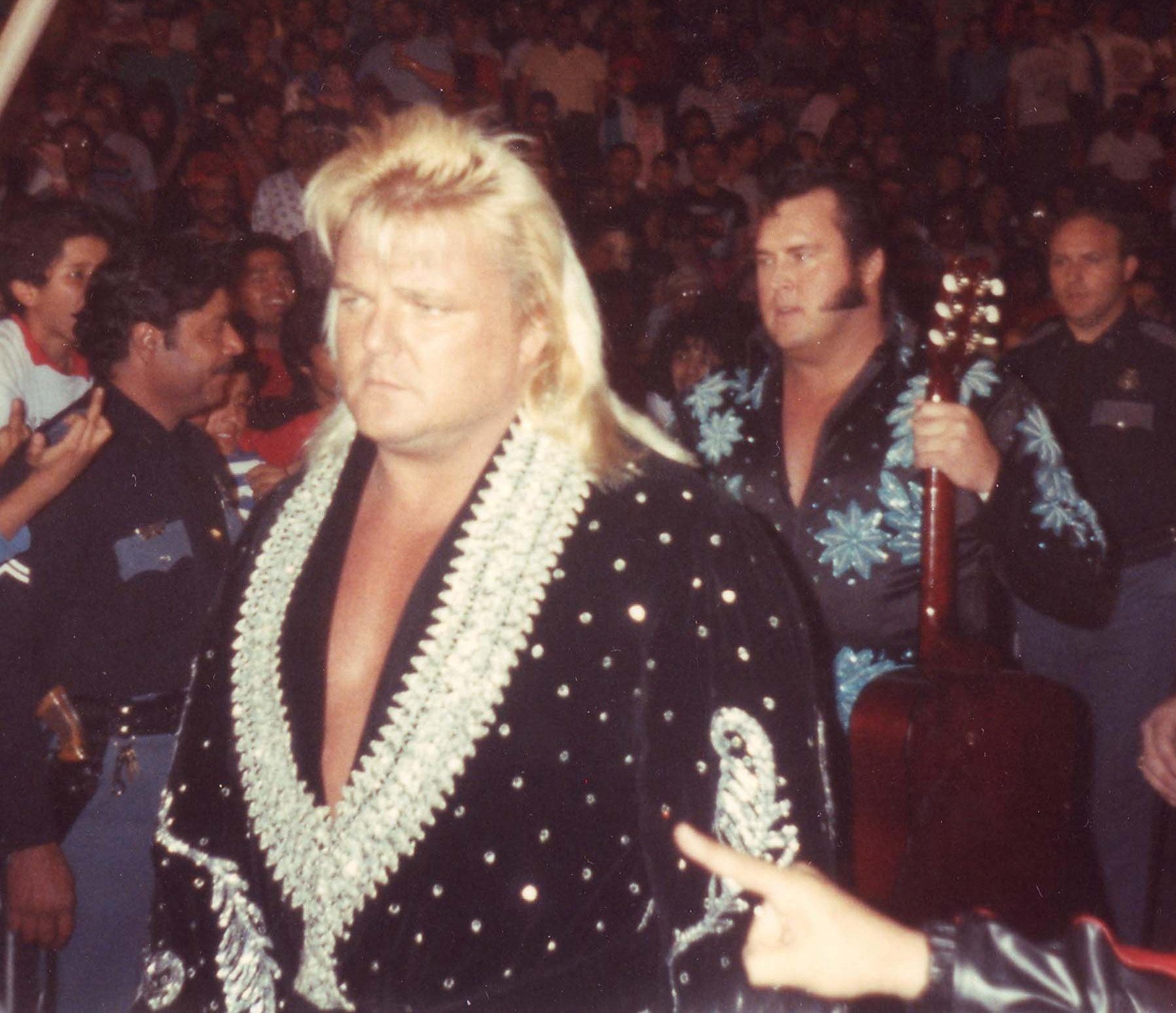
グレッグ "ザ・ハンマー" バレンタイン（前方）とのタッグチーム、リズム&ブルース

王座陥落後はダスティ・ローデスとの抗争を経て、グレッグ・バレンタインとリズム&ブルース（Rhythm & Blues）なるタッグチームを結成。ハート・ファウンデーションやブッシュワッカーズとの対立アングルが組まれるが徐々に番付が下がるようになり、1991年初頭にWWFを離脱する。インディー団体を転戦後、1994年よりWCWに移籍。同じく1950年代を代表するロックンローラーのリトル・リチャードを真似たジョニー・B・バッドと抗争を展開した。

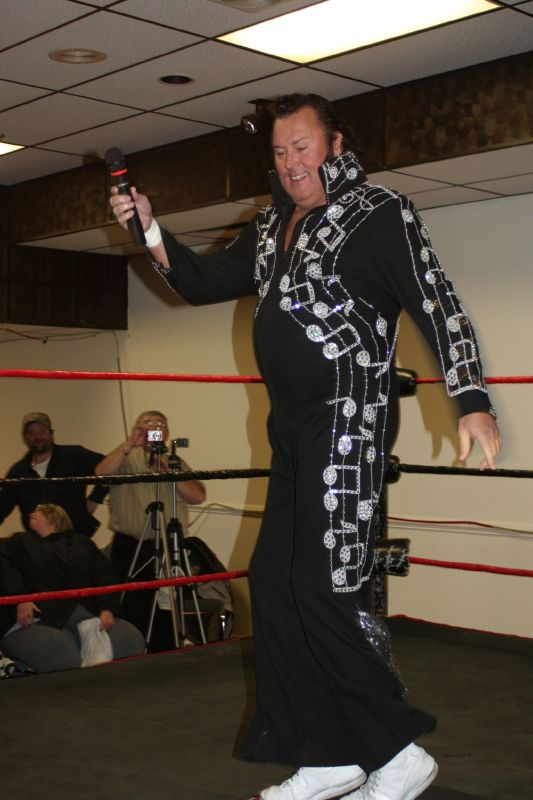
ホンキー・トンク・マン（2009年）

その後、1997年にビリー・ガンのマネージャーとしてWWFに復帰。自身のギミックに合わせビリー・ガンをロッカビリー（Rockabilly）と改名させ、当時カントリー・シンガーのギミックを用いていたジェシー・ジェームズとの抗争を指揮する。翌1998年1月18日には選手としてロイヤルランブルに参加した。以降もセミリタイア状態ながらインディー団体に単発参戦し、WWFには2001年1月21日のロイヤルランブルにもサプライズ・ゲストとして出場。リング上で自身のテーマ・ミュージック "Cool, Cocky, Bad" を歌唱するが、ケインにギターを奪われ殴打された挙句にダメ出しを食らい、早々と失格になった。
一時は自身のホームページ上において、契約不履行問題で従兄弟のジェリー・ローラーをバッシングしていたこともあったが、その後もWWEの興行や番組に時折登場。2008年10月26日のサイバー・サンデーではファン投票により、彼の王座在位記録を塗り替えると豪語していたサンティーノ・マレラのインターコンチネンタル王座に挑戦した。2009年4月4日のWWEホール・オブ・フェイムの式典では、テネシー時代からWWFを通しての宿敵でもあったココ・B・ウェアの殿堂入りのインダクターを務めている。
2019年2月26日、WWE殿堂に迎えられることが発表された。4月6日、ニューヨーク州ブルックリンのバークレイズ・センターで開催された殿堂入り式典では、かつてのマネージャーだったジミー・ハートがインダクターを務めた。

## 得意技
- シェイク・ラトル&ロール / Shake, Rattle and Roll （スイング式ネックブリーカー。ネーミングはエルヴィス・プレスリーの曲名より）
- ギター・ショット / El Kabong （ギターによる殴打。後にジェフ・ジャレットに受け継がれた）
- フィスト・ドロップ
- エルボー・ドロップ

## 獲得タイトル

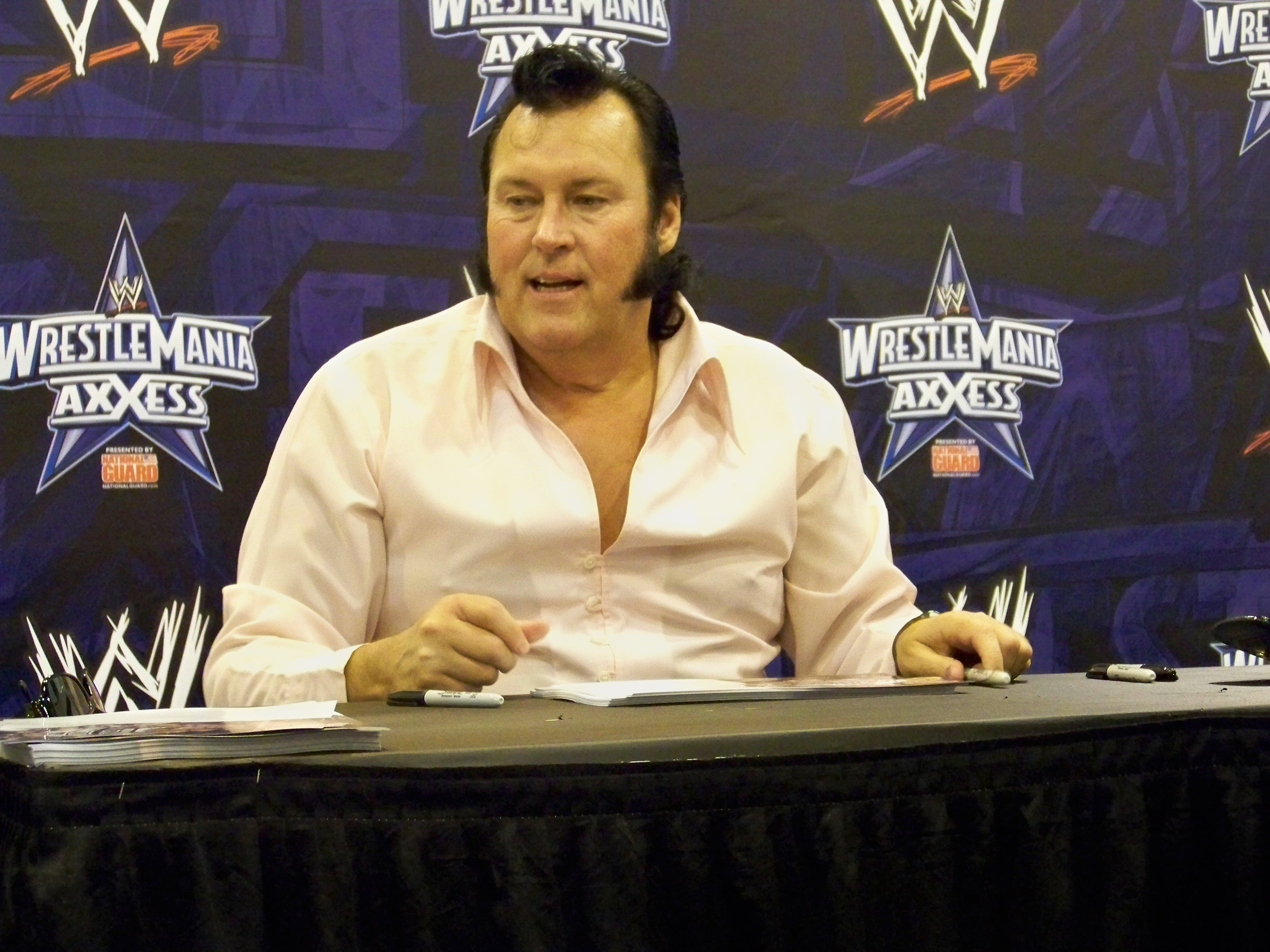
レッスルマニア・アクセスにて（2009年）

NWAミッドアメリカ / コンチネンタル・レスリング・アソシエーション
- AWA南部タッグ王座：6回（w / ラリー・レイザム×3、トージョー・ヤマモト、ケビン・サリバン×2）[3]
- NWAミッドアメリカ・タッグ王座：3回（w / ラリー・レイザム）[27]

ワールド・レスリング・カウンシル
- WWCカリビアン・ヘビー級王座：1回[6]
- WWC北米タッグ王座：1回（w / ダッチ・マンテル）[5]

サウスイースタン・チャンピオンシップ・レスリング
- NWAアラバマ・ヘビー級王座：1回[9]
- NWA USジュニアヘビー級王座：1回[10]
- NWAサウスイースタン・ヘビー級王座：1回[28]
- NWAサウスイースタン・タッグ王座：1回（w / ロン・スター）[29]

スタンピード・レスリング
- 北米ヘビー級王座：1回[14]
- インターナショナル・タッグ王座：3回（w / ロン・スター×2、キューバン・アサシン）[30]

ワールド・レスリング・フェデレーション / エンターテインメント
- WWFインターコンチネンタル・ヘビー級王座：1回[15][17]
- WWE殿堂 : 2019年[26]